# Ptychosalpinx
Ptychosalpinx là một chi ốc biển, là động vật thân mềm chân bụng sống ở biển trong họ Buccinidae.

## Các loài
Các loài trong chi Ptychosalpinx gồm có:
- Ptychosalpinx globulus (Dall, 1889)[2]